# 齐尔-尼尔森染色

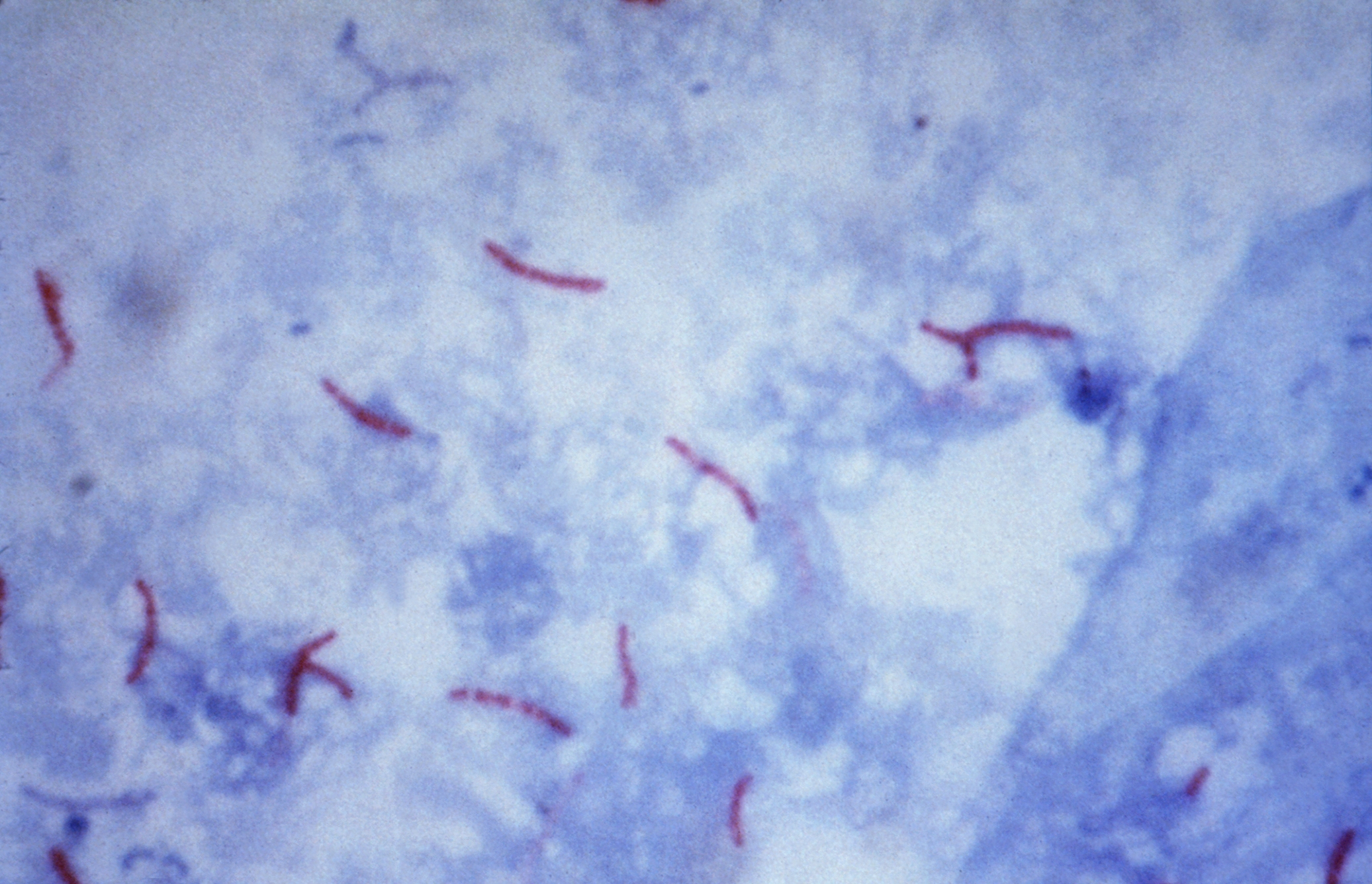
使用齐尔-尼尔森染色可视化结核分枝杆菌

齐尔-尼尔森染色是一种抗酸染色，最先由保罗·埃尔利希（Paul Ehrlich）提出，也是一种细菌学染色，用于鉴定抗酸生物，主要是分枝杆菌。它是以两位德国医生的名字命名的，他们是细菌学家弗朗茨·齐尔（Franz Ziehl，1859-1926）和病理学家弗里德里希·尼尔森（Friedrich Neelsen，1854-1898）。

## 分枝杆菌
在解剖病理学标本中，免疫组织化学和齐尔-尼尔森染色的改进版（例如Fite-Faraco 方法）具有相当的诊断效用。它们都优于传统的齐尔-尼尔森染色。
分枝杆菌属是一种生长缓慢的细菌，由略微弯曲或笔直的小棒组成，被认为是革兰氏阳性菌。一些分枝杆菌是自由生活的腐生菌，但许多是引起动物和人类疾病的病原体。牛分枝杆菌引起牛结核病。由于结核病可以传播给人类，因此对牛奶进行巴氏杀菌以杀死任何细菌。 导致人类结核病(TB) 的分枝杆菌属是结核分枝杆菌，它是一种以空气为媒介传播的细菌，通常感染人类肺部。 结核病检测包括血液检测、皮肤检测和胸部 X 光检查。 查看涂片是否有结核病病菌时，会使用抗酸染色剂对其进行染色。这些抗酸生物如分枝杆菌在其细胞壁内含有大量称为分枝杆菌酸的脂质物质。这些酸可以抵抗普通方法如革兰氏染色的染色。 它也可用于染色其他一些细菌，如诺卡氏菌。用于齐尔-尼尔森染色的试剂是石炭红酸品红、酸性醇和亚甲蓝。抗酸杆菌染色后呈鲜红色。

## 真菌
齐尔-尼尔森染色是一种窄谱真菌染色。窄谱真菌染色具有选择性，它们可以帮助区分和识别真菌。 齐尔-尼尔森染色的结果是可变的，因为许多真菌细胞壁不耐酸。 通常用齐尔-尼尔森染色的常见类型的抗酸真菌的一个例子称为组织胞浆菌(HP)。组织胞浆菌存在于土壤以及鸟类和蝙蝠的粪便中。 人类可以通过吸入真菌孢子感染组织胞浆菌病。组织胞浆菌进入人体并进入肺部，在那里孢子变成酵母。 酵母进入血液并影响淋巴结和身体的其他部位。通常人们不会因吸入孢子而生病，但如果他们生病了，他们通常会出现类似流感的症状。 这种染色方法的另一种变体在真菌学中用于对红菇属某些真菌种类的表皮菌丝中的抗酸结痂进行差异染色。 一些游离的内生孢子可能与小型酵母菌混淆，因此使用染色来识别未知真菌。 它也可用于识别一些原生动物，即隐孢子虫属和等孢子属。齐尔-尼尔森染色还可能阻碍肺吸虫病的诊断，因为痰液样本中的卵和寄生虫 (O&P) 可以被染色溶解，并且经常用于这种临床环境，因为肺吸虫病的体征和症状非常相似那些结核病。

## 历史
1882 年，罗伯特·科赫发现了结核病的病因。
在科赫发现后不久，保罗·埃利希开发了一种用于结核分枝杆菌的染色剂，称为明矾苏木精染色剂。
Franz Ziehl随后改变了埃利希的染色技术，使用石炭酸作为媒染剂。
弗里德里希·尼尔森保留了齐尔对媒染剂的选择，但将主要着色剂改为苯酚品红溶液。
Ziehl和Neelsen的改进共同发展了齐尔-尼尔森染色。
约瑟夫·金尤恩（Joseph Kinyoun）利用齐尔-尼尔森染色技术开发了另一种抗酸染色方法，但去掉了加热步骤。这种来自金尤恩的新染色剂被命名为金尤恩染色剂。

## 操作
典型的 AFB 染色程序包括将悬浮细胞滴到载玻片上，然后将液体风干并加热固定细胞。
| 抗酸染色总结(齐尔-尼尔森染色) | 抗酸染色总结(齐尔-尼尔森染色) | 抗酸染色总结(齐尔-尼尔森染色) | 抗酸染色总结(齐尔-尼尔森染色) |
| ----------------------------- | ----------------------------- | ----------------------------- | ----------------------------- |
| 用于                          | 试剂                          | 细胞颜色                      | 细胞颜色                      |
| 用于                          | 试剂                          | 耐酸的                        | 不耐酸的                      |
| 原染料                        | 苯酚品红溶液                  | 红色                          | 红色                          |
| 脱色剂                        | 酸性酒精                      | 红色                          | 无色                          |
| 反染色                        | 亚甲蓝/孔雀石绿               | 红色                          | 蓝色                          |

研究表明，没有培养的 AFB 染色的阴性预测值很差。AFB 培养应与 AFB 染色一起进行；这具有更高的阴性预测值。

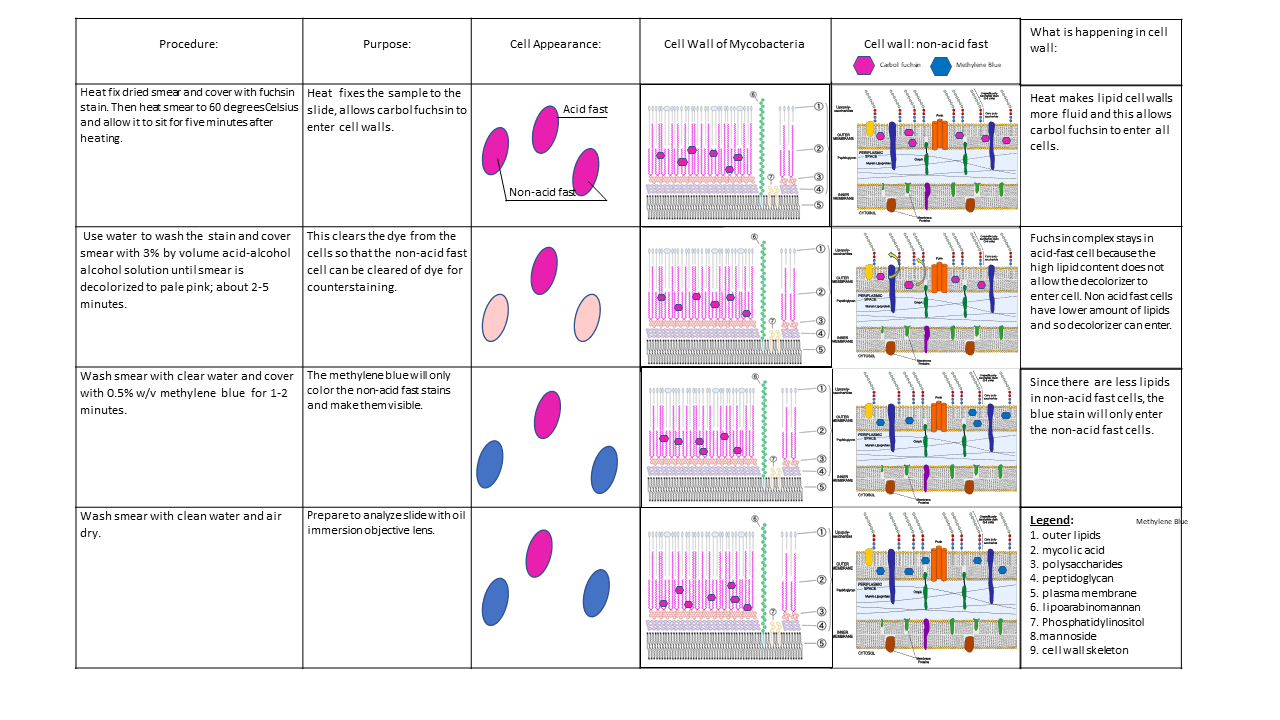
抗酸细胞和非抗酸细胞的抗酸染色机制

## 机制
最初，石炭酸品红会染色每个细胞。当它们用酸醇脱色时，只有非抗酸细菌会被脱色，因为它们没有像抗酸细菌那样厚的蜡状脂质层。当使用复染剂时，非抗酸细菌将其拾取并在显微镜下观察时变成蓝色（亚甲基蓝）或绿色（孔雀石绿）。抗酸细菌保留石炭酸品红，因此它们呈红色。

## 其他变种
- 放线菌、诺卡氏菌用1%硫酸酒精。
- 0.5-1% 硫酸酒精用于等孢子、环孢子的卵囊。
- 用于细菌内生孢子的 0.25–0.5% 硫酸酒精溶液。
- 差异染色- 使用冰醋酸，不加热，二次染色是吕弗勒（Loeffler ）的亚甲蓝。
- 金尤恩染色剂修改（或冷齐尔-尼尔森染色技术）也可用。
- 一种用洗涤剂代替品红染色液中剧毒苯酚的方案。[23]